# 알렉상드르 우키자
알렉상드르 로제 우키자(아랍어: الكسندر روجر أوكيجا, 프랑스어: Alexandre Roger Oukidja, 1988년 7월 19일 ~ )는 프랑스 태생 알제리의 축구 선수로, 현재 리그 1의 메스에서 골키퍼로 활약하고 있다.

## 구단 경력
그는 2005-06년 시즌 괴뇽 리그 2에서 1-3으로 패한 몽펠리에와의 경기에서 피에르 부이세와 교체되어 들어가 프로 데뷔 전을 치렀다. 그는 2006년 여름에 릴에 합류했고, 그 다음 시즌에는 샹피오나 나시오날 2 축구 국가대표팀의 주전 골키퍼로 자리매김했다. 2012년 1월 27일, 그는 샹피오나 나시오날의 아비롱 바요네즈와 6개월 임대 계약을 맺었다.

## 국가대표팀 경력
우키자는 2019년 3월 26일, 튀니지와의 친선 경기에서 알제리 국가대표팀 데뷔 전을 치렀다. 2023년 6월 15일, 우키자는 국가대표팀에서 4년 동안 단 6경기 만에 공식적으로 은퇴를 선언했다.

## 사생활
우키자는 프랑스에서 티지우주의 알제리인 아버지와 프랑스인 어머니 사이에서 태어났다. 그는 프랑스 여권과 알제리 여권을 모두 가지고 있다.